# 船穂村
船穂村（ふなほむら）は、千葉県印旛郡に存在した村。
現在の印西市の南部に位置している。現在は千葉ニュータウンがある。

## 沿革
- 1889年（明治22年）4月1日 - 町村制施行に伴い、武西村、戸神村、船尾村、松崎村、結縁寺村、多々羅田村、草深新田、和泉新田が合併して発足。
- 1938年（昭和13年）- 村内に逓信省印旛地方航空機乗員養成所創設。
- 1954年（昭和29年）12月1日 - 大森町、木下町、永治村の2町1村と合併して印西町となる。